# Gerhard Bergner
Gerhard Bergner (* 9. Juli 1927 in Nürnberg; † 16. August 2009 in Mainz) war ein deutscher Fußballspieler.

## Spielerlaufbahn
Gerhard Bergner gehörte als Außenläufer zur Mannschaft des 1. FC Nürnberg, die mit der deutschen Meisterschaft 1948 die erste Fußballmeisterschaft nach dem Zweiten Weltkrieg gewann.
Zu den Stärken des nur 1,56 m großen Bergner gehörten neben der Spielübersicht Ausdauer sowie Zweikampfstärke, als Manko wurden seine schlechten langen Pässe beklagt.
Bergner wuchs in unmittelbarer Nähe des alten Stadions im Nürnberger Stadtteil Zerzabelshof auf, zum 1. FC Nürnberg ging er jedoch gegen den Willen seines Vaters, der Anhänger der SpVgg Fürth war. Während des Zweiten Weltkriegs wurde Bergner 1944 Luftwaffenhelfer. Nach der Rückkehr aus seiner sechsmonatigen Kriegsgefangenschaft debütierte Bergner unter Clubtrainer Bumbes Schmidt in der ersten Mannschaft, obwohl er noch völlig unterernährt war. Nach zehn Minuten wollte Bergner bereits wieder vom Platz, wurde von Schmidt jedoch zum Durchhalten animiert. 1947 lief er dann erstmals gegen den BC Augsburg in der Oberligaelf auf und gehörte schnell zu den Stammspielern, die 1948 die erste Nachkriegsmeisterschaft nach Nürnberg holten.
Zwar lobte auch Bundestrainer Sepp Herberger Bergner als „erstklassigen Außenläufer“, doch berief er ihn nie in die A-Nationalmannschaft. So beschränkte sich die internationale Karriere des Studenten Bergner auf Einsätze mit der Deutschen Studentennationalmannschaft sowie ein B-Länderspiel, das er am 22. September 1951 in Augsburg gegen Österreich absolvierte.
Nach insgesamt 416 Spielen für die 1. Mannschaft des 1. FC Nürnberg, darunter neben 234 Oberligaspielen auch 13 Spiele in der Endrunde um die deutsche Meisterschaft, zog er 1956 aus beruflichen Gründen nach Mainz. Dort schloss er sich dem 1. FSV Mainz 05 an, für die er in der Oberliga Südwest noch 108 Mal auflief, bevor er 1960 nach mindestens 117 Spielen für die Mainzer seine aktive Laufbahn beendete.

## Erfolge
- 1× Deutscher Meister (1948)